# Nikolaus Hartwig

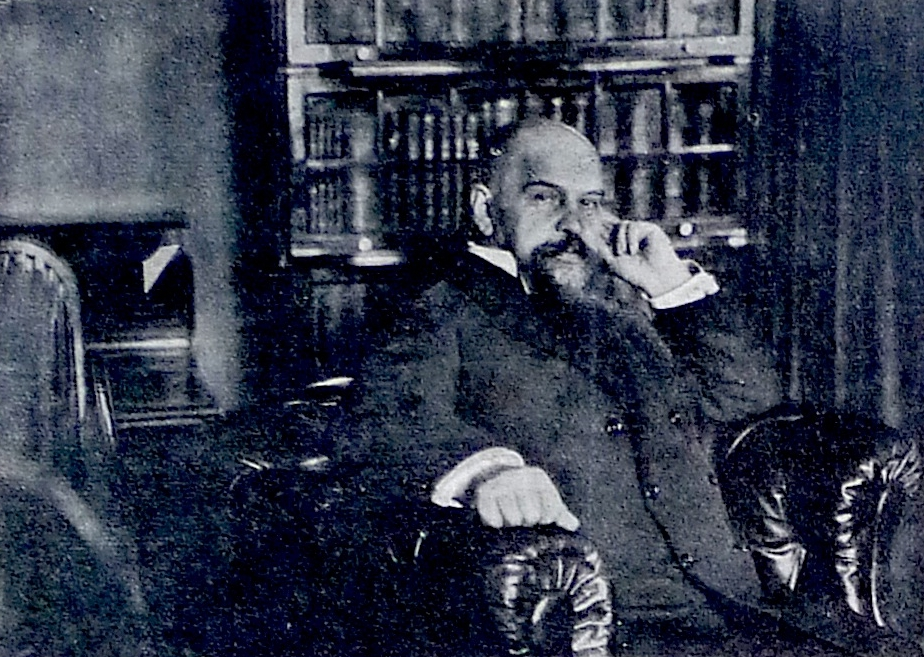
Nikolaus Hartwig (1912)

Nikolaus Hartwig (auch: Nikolaus von Hartwig, russisch Николай Генрихович Гартвиг, Nikolai Genrichowitsch Gartwig; * 16. Dezember 1857 in Gori; † 10. Juli 1914 in Belgrad) war ein russischer Diplomat und Botschafter in Persien und Serbien. Als engagierter Panslawist hatte er starken Einfluss auf die serbische Regierung und unterstützte die expansionistischen Bestrebungen Serbiens gegen das Osmanische Reich, Bulgarien, Albanien und Österreich-Ungarn. Diese Bestrebungen gehörten zu den Auslösern des Ersten Weltkriegs.

## Leben
Nikolaus Hartwig wurde als Sohn einer geadelten Familie deutscher Abstammung am 16. Dezember 1857 in Gori, Georgien, geboren. Seine Karriere als Diplomat begann 1875, als er in die Asien-Abteilung eintrat. In der Zeit veröffentlichte Hartwig Artikel in der pro-serbischen russischen Zeitung Nowoje wremja, in denen er sich unter anderem für ein panslawisches Reich und einen härteren Kurs Russlands im Nahen Osten einsetzte. Diese Publikationen brachten ihm Anerkennung im russischen Generalstab und bei Zar Alexander II. und führten im Jahr 1900 zu seiner Beförderung zum Leiter der Asien-Abteilung. Er stand dem Außenminister Graf Lamsdorf nahe und war 1906 sogar als dessen Nachfolger im Gespräch. Nachfolger Lamsdorfs wurde jedoch Hartwigs Rivale Alexander Iswolski.

### Russischer Botschafter in Persien
Iswolski lehnte Hartwigs Wunsch ab, ihn als Botschafter nach Konstantinopel (heute Istanbul) zu entsenden, und schickte ihn stattdessen in das für Russland politisch weniger „wichtige“ Persische Reich. Nikolaus Hartwig verstand die Berufung zum russischen Botschafter in Teheran (1906–1908) als eine Zeit im Exil. Er widersetzte sich seinen Vorgesetzten in Sankt Petersburg und betrieb seine eigene Politik, etwa indem er die Verhandlungen über die Aufteilung Persiens zwischen den Kolonialmächten Großbritannien und Russland im Vertrag von Sankt Petersburg sabotierte und zur Verhinderung eines Umsturzes des persischen Machthabers Mohammed Ali Schah beitrug: Er ließ die britische Niederlassung von der russisch geführten Kosaken-Brigade umzingeln, damit die Briten den Umstürzlern kein Asyl bieten konnten. Der britische Botschafter sprach fortan nicht mehr mit Hartwig. Beide Länder tauschten ihre Botschafter in Teheran aus, um die Persien-Gespräche wieder in Gang zu setzen. Hartwig kam zurück nach St. Petersburg.

### Russischer Botschafter in Serbien
1909 musste Außenminister Iswolski infolge der österreichisch-ungarischen Annexion Bosniens zurücktreten. Er hatte zuvor die Annexion gebilligt, leugnete dies jedoch nachher. Zar Nikolaus II. setzte sich für einen starken Zusammenschluss slawischer Länder unter russischem Einfluss ein und favorisierte deswegen Hartwig als Nachfolger Iswolskis. Auch hier verlor Hartwig einen Machtkampf, und er wurde wieder als Diplomat ins Feld geschickt, diesmal aus strategischen Gründen nach Belgrad. Während seiner Arbeit als Botschafter dort (1909–1914) überschritt er mehrfach den vorgegebenen Rahmen und bestimmte – über seine Freundschaft mit dem serbischen Premierminister Nikola Pašić – serbische Politik mit. Hartwig war eine Schlüsselfigur bei der 1912 gebildeten Allianz zwischen Serbien, Bulgarien, Griechenland und Montenegro. Er begriff diesen „Balkanbund“ im Einklang mit seinem Vorgesetzten, dem russischen Außenminister Sasonow, als Instrument gegen Österreich.
Das Attentat von Sarajevo am 28. Juni 1914 radikalisierte die politische Stimmung in Südosteuropa. Bei einem Zusammentreffen Nikolaus Hartwigs mit dem österreichischen Minister für Serbien, Baron von Giesl, am 10. Juli 1914 erlitt Hartwig einen Herzinfarkt. Die Frankfurter Zeitung schrieb:

„Belgrad, 11. Juli. (W. B.) Der russische Gesandte v. Hartwig stattete gestern Abend dem österreichisch-ungarischen Gesandten Frhrn. v. Giesl einen Besuch ab. Hartwig erschien um 9 Uhr abends im Palais der österreichisch-ungarischen Gesandtschaft und wurde von Frhrn. v. Giesl in dessen Arbeitskabinett empfangen. Hartwig hatte auf dem Kanapee Platz genommen, während sich Frhr. v. Giesl ihm gegenüber setzte. Während der Konversation, die in einem sehr konzilianten Tone geführt wurde, griff v. Hartwig plötzlich mit der Hand nach der Herzgegend, senkte den Kopf und fiel vom Kanapee auf den Fußboden. Frhr. v. Giesl beugte sich sofort zu ihm und ihn auf das Kanapee. Das Botschaftspersonal unternahm alsbald Wiederbelebungsversuche. Nach fünf Minuten war der erste Arzt zur Stelle. Gleich nach dessen Eintreffen gab Herr v. Hartwig seinen Geist auf. Die politische Lage wurde durch den Tod eines der fähigsten Vorkämpfer des russisch-serbischen Standpunktes nicht erleichtert.“

Die serbische Presse veröffentlichte mehrere Artikel, die Österreich eine Vergiftung Hartwigs unterstellten. Auf Wunsch der serbischen Regierung wurde Nikolaus Hartwig in Belgrad beerdigt. Viel serbische Prominenz, einschließlich des Premierministers erschienen zu der Trauerfeier. Baron von Giesl überbrachte der serbischen Regierung am 23. Juli 1914 ein Ultimatum, das nicht vollständig akzeptiert wurde, was zur Julikrise und schließlich zum Ersten Weltkrieg führte.